# Бредфорд Парк-Авеню
«Бредфорд Парк Авеню» (англ. Bradford (Park Avenue) A.F.C.), до 1970 року відомий як просто «Бредфорд», — англійський футбольний клуб з Бредфорда, заснований в 1907 році. В даний час клуб виступає на стадіоні «Горсфолл». Нинішня назва клубу — «Бредфорд Парк-Авеню» — походить від назви старого стадіону клубу, «Гортон Парк-Авеню», побудованого Арчибальдом Лейтчем, і використовується, щоб відрізняти цей клуб від іншого клубу міста, «Бредфорд Сіті».

## Історія

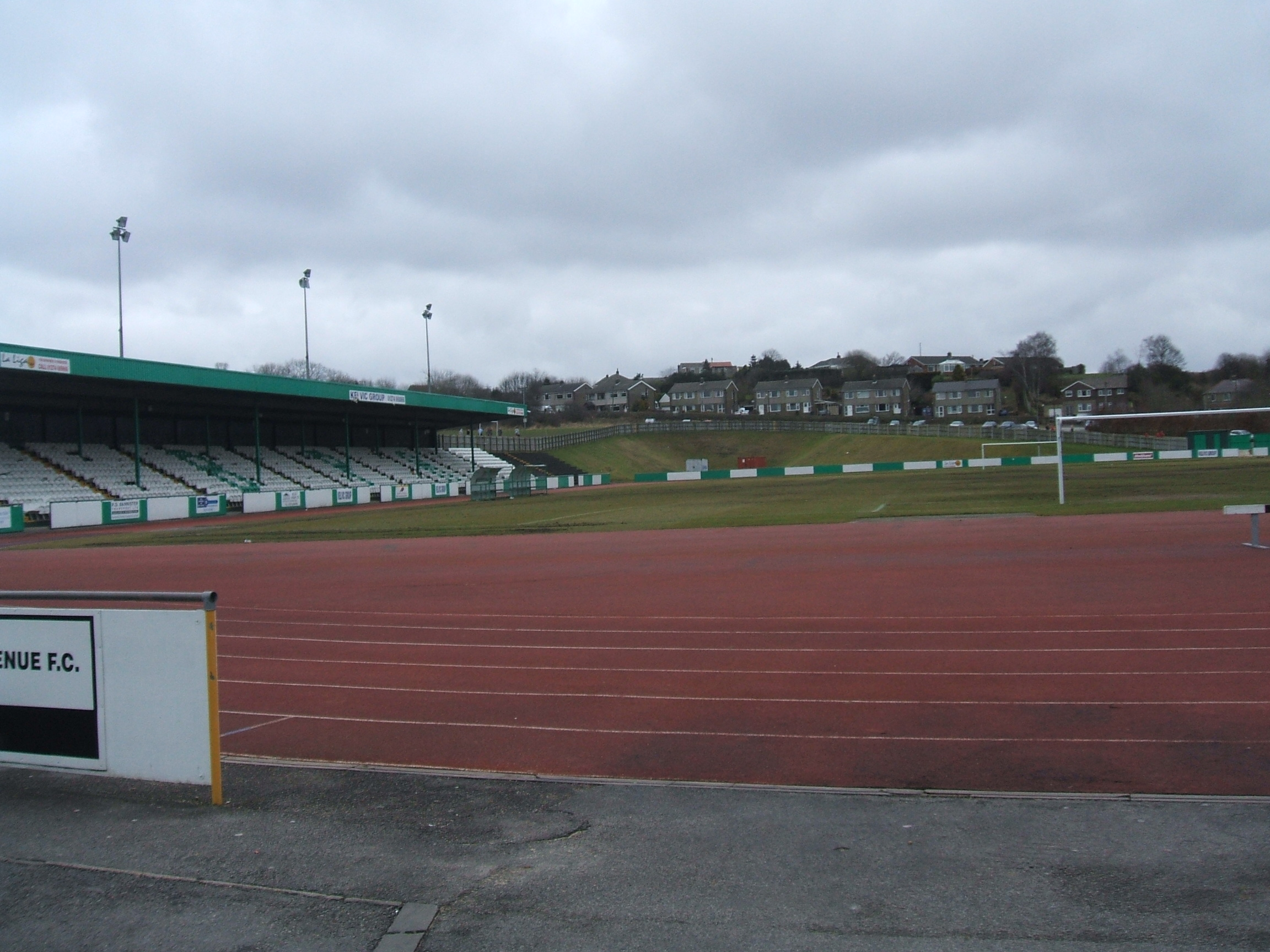
«Горсфолл»

В 1863 році був створений футбольний клуб «Бредфорд», котрий грав у регбі-футбол. Першим досягненням клубу став виграш Кубка Йоркшира з регбі в 1884 році. У сезоні 1903/04 «Бредфорд» виграв чемпіонат Футбольної ліги з регбі, а в 1906 році став володарем Кубка виклику.
У 1907 році рішенням частини членів клубу (трохи більше половини від загального числа) клуб вийшов з регбійної ліги і став футбольним клубом, продовжуючи виступати на стадіоні «Парк-Авеню». Незгодна з цим рішенням меншість учасників клубу покинуло команду і започаткувало новий регбійний клуб, «Бредфорд Нортерн».
Відразу після свого заснування «Бредфорд» подав заявку на вступ в Футбольну лігу. Заявка, однак, була відхилена, тому клуб увійшов в Південну Лігу, навіть незважаючи на те, що розташовувався на півночі (тим самим «Бредфорд» зайняв місце «Фулгема», який став членом Футбольної ліги). В 1908 році «Авеню» був включений у Другий дивізіон Футбольної ліги, а в 1914 році вийшов у Перший дивізіон. Найбільшим досягненням клубу стало 9-е місце в Першому дивізіоні за підсумками сезону 1914/15.
Після Першої світової війни почався період занепаду: в 1921 році «Бредфорд» вибув у Другий дивізіон, а в 1922 році — в Третій північний дивізіон. У 1928 році клуб зайняв перше місце в Третьому північному дивізіоні і повернувся в Другий дивізіон, але в 1950 році знову його покинув, і в 1958 році потрапив в Четвертий дивізіон.
У 1970 році «Бредфорд» втратив своє місце у Футбольній лізі, поступившись його «Кембридж Юнайтед», і почав виступати в Північній прем'єр-лізі.

### 1974— теперішній час
У 1973 році через фінансові проблеми клуб був змушений продати свій старий стадіон на Парк-Авеню, почавши виступати на стадіоні своїх сусідів з «Бредфорд Сіті», але рік потому все одно був ліквідований.
Новий клуб довгий час виступав лише в Недільній Лізі, проте в сезоні 1988/89 все ж таки заявився в нормальний чемпіонат, і 1995 року повернувся в Північну Лігу, попутно переїхавши на новий легкоатлетичний стадіон.
У сезоні 2004/05 «БПА» став одним з клубів-засновників Північної Конференції, проте вилетів з неї в першому ж сезоні. Тим не менш, у 2012 році клуб зумів завоювати путівку назад, обігравши у фіналі плей-оф «Юнайтед оф Манчестер».

## Дербі
У «Бредфорд Парк-Авеню» з 1912 року існує протистояння з земляками із «Бредфорд Сіті», відоме як Бредфордське або Вовняне дербі.